# Somino (obwód brzeski)
Somino (biał. Соміна; ros. Сомино) – wieś na Białorusi, w obwodzie brzeskim, w rejonie iwacewickim, w sielsowiecie Telechany, przy Jeziorze Somino.
W dwudziestoleciu międzywojennym leżało w Polsce, w województwie poleskim, w powiecie kosowskim/iwacewickim, w gminie Telechany. Po II wojnie światowej w granicach Związku Radzieckiego. Od 1991 w niepodległej Białorusi.